# Escallonia serrata
La siete camisas (Escallonia serrata) es una especie de plantas de la familia de las escaloniáceas

## Descripción
Es un arbusto perennifolio, glabro. Tiene las hojas simples y alternas, de bordes aserrados de donde recibe su epíteto. Las láminas son obovadas con el ápice obtuso, de 0,8-2,3 x 0,5-0,9cm. Las inflorescencias son terminales, de 0,7-1,2cm de longitud, con flores hermafroditas de color blanco. Cáliz formado por 5 sépalos fusionados, corola de 5 pétalos. El fruto es una cápsula con numerosas semillas diminutas en su interior.

## Distribución
Escallonia serrata, usada como planta ornamental es un endemismo de la región de Magallanes de Chile, donde crece en terrenos húmedos hasta los 300 metros.

## Taxonomía
Escallonia serrata fue descrita por James Edward Smith y publicado en Plantarum Icones Hactenus Ineditae 2: 31, t. 31. 1790.
Etimología
Escallonia: nombre genérico otorgado en honor al viajero español Escallon, quien fue el primero en colectar un representante de este género en Colombia.
serrata: epíteto latino que significa "serrada, dentada".
Sinonimia
- Celastrus venustus Sol. ex G.Forst.
- Celastrus venustus Banks & Sol. ex Hook.
- Escallonia serrata var. microphylla Pamp.
- Stereoxylon serratum (Sm.) Poir.[4]